# 응우옌푹미엔따
응우옌푹미엔따(베트남어: Nguyễn Phúc Miên Tả / 阮福綿寫 완복면사, 1833년 6월 5일 ~ 1889년 8월 4일)는 응우옌 왕조의 황족이다. 민망 황제의 65번째 아들로, 생모는 궁인(宮人) 까오티지에우타이(高氏妙態)이다.

## 생애
민망 14년 음력 4월 18일(1833년 6월 5일), 후에 황성에서 태어났다.
뜨득 3년(1850년) 음력 1월, 진녕군공(베트남어: Trấn Ninh Quận Công / 鎮寧郡公)으로 봉해졌다.
동카인 원년(1886년), 진국공(베트남어: Trấn Quốc Công / 鎮國公)으로 진봉되었다.
타인타이 원년 음력 7월 8일(1889년 8월 4일), 후에 황성에서 사망하니 향년 57세였다. 트어티엔부 흐엉투이현 안끄우총(安舊總) 안끄우사(安舊社)에 장사지냈다.

## 자녀
아들 1명과 딸 1명을 두었다. 후예들은 맥(麥) 자부(字部)를 하사받고 그에 따라 이름을 지었다. 다만 응우옌푹미엔따에게 손자가 없었기 때문에 이후에 영순군왕(寧順郡王) 응우옌푹미엔응이의 손자인 응우옌푹응하이(阮福膺咍)를 입양시켜 손자로 삼았다. 응우옌푹응하이는 응우옌푹응코앙(阮福膺䵃)으로 개명하였고, 진향후(鎭鄕侯)를 습봉하였다.

## 참고 문헌
- 《대남식록》정편(正編) 열전(列傳) 2집(二集) 권7(卷七)
- 《완복족세보(阮福族世譜)》